# Jorien Voorhuis
Jorien Voorhuis, née le 26 août 1984 à Hengelo, est une patineuse de vitesse néerlandaise. 

## Biographie
En 2010, elle participe aux Jeux olympiques de Vancouver, terminant dixième sur le 5 000 m et sixième à la poursuite par équipes.
En 2011, elle est médaillée de bronze sur le 1 500 mètres aux Championnats du monde simple distance.  

## Palmarès

### Championnats du monde simple distance
- Médaille d'argent de la poursuite par équipe en 2009 à Richmond
- Médaille de bronze du 1 500 m en 2011 à Inzell

### Coupe du monde
- 1 podium individuel.